# Альфа-мотонейрон
А́льфа-мотонейро́ни (α-мотонейрони) — тип мотонейронів, що мають вигляд нервових клітин з довгими дендритами. На сомі і дендритах цих нейтронів розміщені 10—20 тисяч синапсів, більша частина яких утворені закінченнями вставних нейронів. Аксони α-мотонейронів, діаметр яких досягає 20 мкм, мають високу швидкість проведення збудження — 70—120 м/с.
Вони іннервують екстрафузальні м'язові волокна, які забезпечують скорочення скелетних м'язів. Кожний аксон іннервує від кількох м'язових волокон до кількох тисяч. Мотонейрони і м'язові волокна, які він іннервує називають нейромоторною одиницею. За характером впливу на м'язи виділяють:
- повільні (точні) мотонейрони — забезпечують тонус м'язів. Характеризуються тривалою імпульсацією відносно невеликої частоти (10-20 Гц)
- швидкі (фазичні) мотонейрони — забезпечують швидке скорочення. Дають короткі залпи імпульсів із більшою частотою (30-60 Гц)